# Gennaro Astarita
Gennaro Astarita, o Astaritta (Napoli, 1749 – Rovereto, 18 dicembre 1805), è stato un compositore italiano.

## Carriera
Astarita iniziò la sua attività di operista nel 1765 collaborando con Niccolò Piccinni nella composizione dell'opera L'orfana insidiata. Successivamente mise in scena Il corsaro algerino nel 1765 e Tra i due litiganti il terzo gode nel 1766. Nel 1770 fu nominato maestro di cappella a Napoli; per l'occasione compose L'astuta cameriera. Nel 1779 fu a Venezia per terminare un'opera di Tommaso Traetta, Gli eroi dei Campi Elisi. Nel 1780 si diresse a Bratislava per rappresentare le opere  La Didone abbandonata, Il trionfo della Pietà e L'isola disabitata. Viaggiò per tre volte in Russia dove ebbe successo rappresentando svariate sue opere.
All'inizio del 1803 si stabilì a Roveredo (allora città del Tirolo asburgico), nella casa Savioli di borgo S.Caterina (ex mulino, ora farmacia Thaler) con l'amante Anna Teresa Fedriga. Era costei una disinvolta cantante originaria di Isera, vedova del roveretano Giuseppe Antonio Conter. 
La sua Messa del 1805, recentemente ritrovata dal musicista Antonio Silvi ed eseguita a Isera e a Rovereto nel luglio 2016, ha rivelato al folto pubblico presente nei due appuntamenti un autentico capolavoro. L'Astarita morì purtroppo per improvvisa malattia, a  Roveredo il 18 dicembre 1805.
Compositore dallo stile affine a quello di Pasquale Anfossi, nel suo tempo riuscì a riscuotere moltissimi consensi, soprattutto grazie alle sue arie ben riuscite.

## Opere
- Il corsaro algerino (opera buffa, libretto di Giuseppe Palomba, 1765, Napoli)
- L'astuta cameriera (dramma giocoso, 1770, Torino)
- Gli amanti perseguitati (opera semi-seria, 1770, Torino)
- Il re alla caccia (1770, Torino)
- La critica teatrale (opera buffa, libretto di Ranieri de' Calzabigi, 1771, Torino)
- La contessa di Bimbimpoli (Il divertimento in campagna) (dramma giocoso, libretto di Giovanni Bertati, 1772, Venezia; ripreso come Il divertimento in campagna a Dresda nel 1783)
- L'avaro in campagna (dramma giocoso, libretto di Giovanni Bertati, 1772, Torino)
- La contessina (dramma giocoso, libretto di Marco Coltellini, dopo Carlo Goldoni, 1772, Livorno)
- L'isola disabitata e Le cinesi (drammi per musica, libretto di Pietro Metastasio, 1773, Firenze)
- Le finezze d'amore, o sia La farsa non si fa, ma si prova (farsa, libretto di Giovanni Bertati, 1773, Venezia)
- Li astrologi immaginari (dramma giocoso, 1774, Lugo)
- Il marito che non ha moglie (dramma giocoso, libretto di Giovanni Bertati, 1774, Venezia)
- Il principe ipocondriaco (dramma giocoso, libretto di Giovanni Bertati, 1774, Venezia)
- La villanella incostante (dramma giocoso, Cortona, 1774)
- Il mondo della luna (dramma giocoso, libretto di Carlo Goldoni, 1774, Teatro San Moisè di Venezia)
- Li sapienti ridicoli, ovvero Un pazzo ne fa cento (dramma giocoso, libretto di Giovanni Bertati, 1775, Praga)
- L'avaro (dramma giocoso, libretto di Giovanni Bertati, 1776, Ferrara)
- Armida (opera seria, Giovanni Ambrogio Migliavacca, 1777, Venezia)
- La dama immaginaria (dramma giocoso, libretto di Pier Antonio Bagliacca, 1777, Venezia)
- L'isola del Bengodi (dramma giocoso, libretto di Carlo Goldoni, 1777, Venezia)
- Il marito indolente (dramma giocoso, 1778, Bologna)
- Le discordie teatrali (dramma giocoso, 1779, Firenze)
- Il francese bizzarro (dramma giocoso, 1779, Milano)
- Nicoletto bellavita (opera buffa, 1779, Treviso)
- La Didone abbandonata (opera seria, libretto di Pietro Metastasio, 1780, Pressburg)
- Il diavolo a quattro (farsa, 1785, Napoli)
- I capricci in amore (dramma giocoso, 1787, San Pietroburgo)
- Il curioso accidente (dramma giocoso, libretto di Giovanni Bertati, 1789, Venezia)
- Ipermestra (opera seria, libretto di Pietro Metastasio, 1789, Venezia)
- L'inganno del ritratto (dramma giocoso, 1791, Firenze)
- La nobiltà immaginaria (intermezzo, 1791, Firenze)
- Il medico parigino o sia L'ammalato per amore (dramma giocoso, libretto di Giuseppe Palomba, 1792, Venezia)
- Le fallaci apparenze (dramma giocoso, libretto di Giovanni Battista Lorenzi, 1793, Venezia)
- Rinaldo d'Asti (opera buffa, libretto di Giuseppe Carpani, 1796, San Pietroburgo)
- Gl'intrighi per amore (opera buffa, 1796, San Pietroburgo)

### Altri lavori
- Laudate pueri per basso e strumenti (1784)
- Messa
- Credo
- Les portes de la misericorde per 4 voci
- Alma redemptoris mater per tenore e orchestra
- Tantum ergo per soprano e strumenti
- Salve tu Domine per soprano e orchestra
- Cantata villareccia per 4 voci e coro (1776, Verona)
- Il trionfo della pietà (oratorio, 1780, Pressburg)
- Cantata per soprano e basso continuo
- Olimpiade (balletto, 1773, Firenze)
- Telemaco nell'isola di Calipso (balletto, 1773, Firenze)
- La vengeance de Cupidon, ou La fête offerte per Vénus à Adonis (balletto, 1785, Mosca)